# Macruromys major
Macruromys major је врста глодара из породице мишева (Muridae).

## Распрострањење
Врста је присутна у Индонезији и Папуи Новој Гвинеји.

## Станиште
Врста Macruromys major има станиште на копну.
Врста је по висини распрострањена до 1.550 метара надморске висине. 

## Угроженост
Ова врста није угрожена, и наведена је као последња брига јер има широко распрострањење.

### Популациони тренд
Популација ове врсте је стабилна, судећи по доступним подацима.